# Bambas da Alegria
A Sociedade Esportiva e Recreativa Escola de Samba Bambas da Alegria é uma escola de samba da cidade de Uruguaiana.

## História
Sua atual sede fica na Rua General Câmara, esquina com a Rua Setembrino de Carvalho, e é denominada Ninho da Águia. A bateria dos Bambas da Alegria é conhecida como Bateria Sensação. A agremiação tem como símbolo uma águia e suas cores são amarelo, vermelho e azul. 
Surgiu a partir do antigo Bloco da Miséria. No ano de 1993, o carnaval aconteceu na Avenida Flores da Cunha, mas somente os blocos desfilaram. Seu primeiro desfile oficial ocorreu em 2000, já como escola de samba. A escola apresenta sempre profissionais dos carnavais do Rio de Janeiro e de Porto Alegre, entre outros, como o carnavalesco Júnior Schall (ex-Viradouro) e os intérpretes Renan Ludwig, Evandro Malandro e atualmente Tinga, da Unidos da Tijuca.

## Segmentos

### Presidentes
| Nome                           | Mandato                    | Ref.        |
| ------------------------------ | -------------------------- | ----------- |
| Irami Aimon                    | 2010/2012                  | [ 6 ]       |
| Pedro Darde                    | 2012/2014                  | [ 7 ]       |
| Aparecida Lisboa "Cida Lisboa" | 2014/2016                  | [ 8 ] [ 9 ] |
| Paulo Ricardo Silva da Silva   | abril de 2016 - atualidade | [ 10 ]      |

### Diretores
| Ano  | Diretor de Carnaval | Diretor de harmonia | Mestre de bateria | Ref.         |
| ---- | ------------------- | ------------------- | ----------------- | ------------ |
| 2015 | Décio Bastos        | Décio Bastos        | Zeca              | [ 8 ]        |
| 2016 | Darlan Moura        |                     | Titi              | [ 9 ] [ 11 ] |
| 2017 | Darlan Moura        |                     | Titi              | [ 12 ]       |

### Mestre-sala e Porta-bandeira
| Casal                           | Período         | Ref.         |
| ------------------------------- | --------------- | ------------ |
| Ubirajara Claudino e Rute Alves | 2013-2014       | [ 13 ]       |
| Diego Gomes e Fabiana           | 2015            | [ 8 ]        |
| Marcelinho e Fabiana            | 2016 - 2017     | [ 9 ] [ 12 ] |
| Diogo Jesus e thais             | 2018/2019       |              |
| Marlon Lamar e Lucinha Nobre    | 2020-atualmente | [ 14 ]       |

### Coreógrafos
| Ano         | Nome           | Ref.         |
| ----------- | -------------- | ------------ |
| 2016 - 2017 | Leonardo Güez  | [ 9 ] [ 12 ] |
| 2018-2019   | Darlan Machado |              |

### Corte de Bateria
| Ano  | Rainha         | Madrinha      | Ref.  |
| ---- | -------------- | ------------- | ----- |
| 2015 | Dandara Escoto |               | [ 8 ] |
| 2016 | Dandara Escoto |               | [ 9 ] |
| 2017 | Dandara Escoto | Jo Risso      |       |
| 2018 | Angelica Teles | Quellen Costa |       |
| 2019 | Angelica Teles | Jô Risso      |       |

## Carnavais
| Ano                                   | Colocação   | Grupo    | Enredo                                                                         | Carnavalesco                    | Intérprete                      | Ref.                 |
| ------------------------------------- | ----------- | -------- | ------------------------------------------------------------------------------ | ------------------------------- | ------------------------------- | -------------------- |
| 2000                                  | Campeã      | 2º       |                                                                                |                                 |                                 | [ 1 ]                |
| 2001                                  | 4º lugar    | 1º       | Bebendo Estrelas                                                               |                                 |                                 |                      |
| 2002                                  | 5º lugar    | 1º       | O vôo da águia, no bairro da alegria.                                          |                                 |                                 | [ 15 ]               |
| 2003                                  | 4º lugar    | 1º       | A magia do zodíaco nas quatro estações da terra.                               |                                 |                                 | [ 16 ]               |
| 2004                                  | 3º lugar    | 1º       | Bambas da Alegria visita o Maranhão - Festas e lendas.                         |                                 |                                 | [ 17 ]               |
| 2005                                  | 5º lugar    | 1º       | Circo: Uma história fascinante.                                                |                                 |                                 | [ 1 ]                |
| 2006                                  | 3º lugar    | 1º       | O feitiço da vida.                                                             |                                 |                                 | [ 18 ]               |
| 2007                                  | 5º lugar    | 1º       | Gramado – “Nos altos campos de cima da serra, morada do Deus da Alegria”.      |                                 |                                 | [ 1 ]                |
| 2008                                  | 5º lugar    | 1º       | Da evolução do homem à luta de um planeta ameaçado.                            |                                 |                                 | [ 1 ]                |
| 2009                                  | 4º lugar    | 1º       | Internacional: 100 anos de lutas e glórias                                     | Júnior Schall                   | Renan Ludwig                    | [ 19 ] [ 20 ]        |
| 2010                                  | 4º lugar    | 1º       | Sambar com Fé Eu Vou                                                           | Júnior Schall                   | Renan Ludwig e Nêgo             | [ 21 ] [ 22 ]        |
| 2011                                  | 3º lugar    | 1º       | Do Egito ao Canaã - No sol da liberdade, a paz do amanhã                       | Júnior Schall                   | Renan Ludwig e Evandro Malandro | [ 23 ] [ 5 ] [ 24 ]  |
| 2012                                  | 3º lugar    | 1º       | Pérolas Negras - Passos Que Vêm de Longe                                       | Júnior Schall                   | Tinga                           | [ 25 ]               |
| 2013                                  | 4º lugar    | Especial | O X da Questão                                                                 | Júnior Schall                   | Tinga                           | [ 26 ] [ 27 ]        |
| 2014                                  | Vice-campeã | Especial | Axé na Casa dos Bambas - Batuque, Magia e Raiz.                                | Júnior Schall                   | Tinga                           | [ 28 ]               |
| 2015                                  | Campeã      | Especial | A Lua dos Bambas, A Lua do Samba é a Luz da Alegria!                           | Júnior Schall                   | Tinga                           | [ 29 ] [ 30 ] [ 8 ]  |
| 2016                                  | 4º lugar    | Especial | Do Sonho à Realidade, a Águia Carrega a Esperança!                             | Comissão de Carnaval            | Tinga                           | [ 9 ] [ 11 ] [ 31 ]  |
| 2017                                  | 3º lugar    | Especial | O Sol é Vida, Uma Inspiração Divinal, Bambas da Alegria Iluminando o Carnaval. | Comissão de Carnaval            | Tinga                           | [ 32 ] [ 33 ] [ 12 ] |
| 2018                                  | 3º lugar    | Especial | Njinga: Mulher Guerreira, Rainha Africana de Matamba.                          | Plínio Santtos                  | Tinga                           | [ 34 ] [ 35 ]        |
| 2019                                  | 5º lugar    | Especial | Bonito por natureza                                                            | Leonardo Catta Preta            | Tinga                           | [ 36 ]               |
| 2020                                  | 6º lugar    | Especial | Se Você Ouviu é Porque Não Acabou. O Bambas Canta a Igualdade Social           | Jorge Caribé                    | Tinga                           | [ 14 ] [ 37 ] [ 38 ] |
| Não ocorreram desfiles em 2021 e 2022 |             |          |                                                                                |                                 |                                 |                      |
| 2023                                  | 6º lugar    | Especial | Onde Houver Ódio Que Eu Leve o Amor                                            | Guilherme Estevão               | Tinga                           | [ 40 ]               |
| 2024                                  | 6º lugar    | Especial | Madrugada                                                                      | Comissão de Carnaval            | Tinga                           | [ 41 ]               |
| 2025                                  | 4º lugar    | Especial | Cortejo aos Reis Negros                                                        | Sandro Soares e Mateus Medeiros | Tinga                           |                      |

## Títulos
| Títulos da Bambas da Alegria | Títulos da Bambas da Alegria | Títulos da Bambas da Alegria |
| Divisão                      | Títulos                      | Carnavais                    |
| ---------------------------- | ---------------------------- | ---------------------------- |
| Grupo Especial               | 1                            | 2015                         |
| Grupo de Acesso              | 1                            | 2000                         |